# Si yo fuera rico

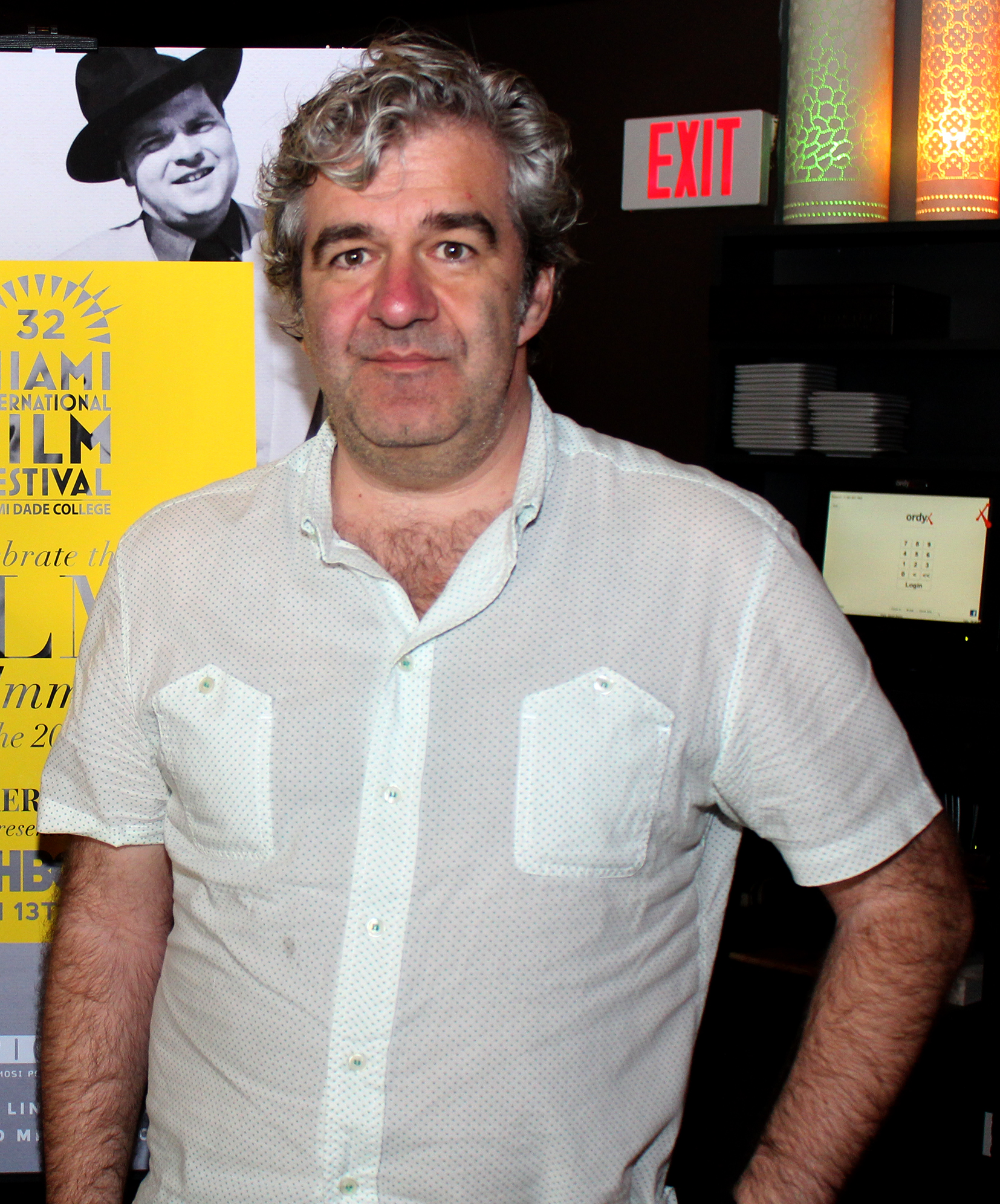
Álvaro Fernández Armero, director de la pel·lícula Si yo fuera rico.

Si yo fuera rico és una comèdia espanyola dirigida per Álvaro Fernández Armero estrenada el 15 de novembre de 2019. La productora del film és Telecinco Cinema i la distribuidora d'Espanya és Paramount Pictures Spain. La pel·lícula està rodada a Madrid i Astúries, lloc natal de l'actriu Paula Echevarría, qui no va tenir cap problema a reconèixer que li entusiasmava la idea de filmar a casa. En el mateix any de publicació, la pel·lícula es troba en la cartellera de més de 170 cinemes.

## Sinopsi
Santi és un jove amb problemes econòmics i una vida desestructurada, sobretot pel divorci que està a punt de viure amb la seva dona. Amb tot, un dia decideix immersir-se en el món de la loteria i, d'un dia per l'altre, es fa ric. No obstant això, la vida no se li solucionarà de cop, atès que Vanessa, la muller d'un difunt milionari, no deixarà de seguir-lo. A més, tampoc podrà explicar-ho als seus amics i parella. Amb aquesta situació, Santi tractarà de gaudir dels seus diners tant com pugui i intentar gastar-los amb precaució i de forma oculta, per tal que la gent del seu voltant no se n'assabenti.

## Repartiment
- Álex García com a Santi
- Alexandra Jiménez com a Maite
- Adrián Lastra com a Marcos
- Diego Martín com a Mario
- Bárbara Santa-Cruz com a agent de policia Begoña
- Jordi Sánchez com a Damián
- Paula Echevarría com a Lorena
- Antonio Resines com a pare de la Maite